# Phytomyza rhodopaea
Phytomyza rhodopaea este o specie de muște din genul Phytomyza, familia Agromyzidae, descrisă de Beiger în anul 1979.
Este endemică în Bulgaria. Conform Catalogue of Life specia Phytomyza rhodopaea nu are subspecii cunoscute.